# Augan
Augan (bret. Algam) to miejscowość i gmina we Francji, w regionie Bretania, w departamencie Morbihan.
Według danych na rok 1990 gminę zamieszkiwało 1389 osób, a gęstość zaludnienia wynosiła 34 osoby/km² (wśród 1269 gmin Bretanii Augan plasuje się na 452. miejscu pod względem liczby ludności, natomiast pod względem powierzchni na miejscu 140.).